# Vyškovce
Vyškovce (maďarsky Viskó, do roku 1907 Viskóc) jsou obec na Slovensku v okrese Stropkov. První zmínka o obci je z roku 1414. Žije zde 132 obyvatel.

## Geografie
Obec se nachází v Ondavské vrchovině v Nízkých Beskydech, v údolí potoka Vislavka, který patří do říčního systému Ondavy. Území obce je kopcovité a částečně zalesněné. Střed obce se nachází v nadmořské výšce 212 m n. m. Obec je  vzdálena cca šest kilometrů od města Stropkova.
Sousedními obcemi jsou Vislava na severu, Bukovce na severovýchodě, Chotča na jihovýchodě, Krušinec na jihozápadě a na západě Duplín a Potoky.

## Historie
Obec byla založena ve 14. století a poprvé se písemně připomíná v roce 1414 jako Wysk nebo Wyskwagasa.
V roce 1787 měla obec 27 domů a 178 obyvatel, v roce 1828 32 domů a 245 obyvatel, kteří se živili zemědělstvím a chovem dobytka. Ve druhé polovině 19. století došlo k velkým emigračním vlnám.
Do roku 1918 patřila obec, k Uherskému království a poté k Československu (dnes Slovensko).

## Obyvatelstvo
Podle sčítání lidu z roku 2011 žilo ve Vyškovcích 140 obyvatel, z toho 102 Slováků, 22 Rusínů a jeden Rom; jeden obyvatel uvedl jinou národnost. 14 obyvatel neposkytlo žádné informace. 101 obyvatel se hlásilo k řeckokatolické církvi, 18 obyvatel k pravoslavné církvi a 6 obyvatel k římskokatolické církvi. Jeden obyvatel byl bez vyznání a u 14 obyvatel neposkytlo žádné informace.

## Památky
Řeckokatolický chrám svatého archanděla Michaela z roku 1901.